# Dänische Badmintonmeisterschaft 1956
Die Dänische Badmintonmeisterschaft 1956 fand in Kopenhagen statt. Es war die 26. Austragung der nationalen Titelkämpfe im Badminton in Dänemark.

## Titelträger
| Disziplin    | Sieger                                               |
| ------------ | ---------------------------------------------------- |
| Herreneinzel | Palle Granlund, Amager BC                            |
| Dameneinzel  | Tonny Petersen, Amager BC                            |
| Herrendoppel | Jørn Skaarup Preben Dabelsteen, Københavns BK        |
| Damendoppel  | Aase Winther Inge Birgit Anker Hansen, Københavns BK |
| Mixed        | Jørn Skaarup Anni Jørgensen, Københavns BK           |